# Stadtbrücke Pirna
Die Stadtbrücke Pirna ist eine 295,45 m lange Elbebrücke in Pirna aus dem Jahr 1875. Die Steinbogenbrücke überführt als kombinierte Straßen- und Eisenbahnbrücke die Staatsstraße 164 sowie die Bahnstrecke Kamenz–Pirna (Streckenkilometer 45,65) und verbindet beim Elbekilometer 34,34 die zentrumsnahe Pirnaer Westvorstadt mit dem nördlich gelegenen Stadtteil Copitz. Zur Unterscheidung von der 1999 fertiggestellten Sachsenbrücke hat die Brücke durch die Stadt Pirna den Namen „Stadtbrücke“ erhalten.

## Geschichte
In Pirna wurde die Elbe im Mittelalter an einer Furt gequert. Der erste Versuch der Stadt, ein festes Bauwerk, eine Holzbrücke, über die Elbe zu bauen, ist für das Jahr 1563 dokumentiert. Er scheiterte an der Finanzierung. Die nächsten Pläne für eine Kettenbrücke stammten aus dem Jahr 1828 und kamen ebenfalls wegen der hohen Kosten nicht zur Ausführung. Erst der Bau einer Verbindungsbahn zwischen der Elbtalbahn und der Bahnstrecke Görlitz–Dresden ermöglichte den Bau der gewünschten Elbebrücke. Das Bauwerk, eine kombinierte zweigleisige Eisenbahn- und zweistreifige Straßenüberführung (mit zwei schmalen Gehwegen), wurde als Sandsteinbogenbrücke nach Entwürfen des Dresdner Wasserbauinspektor Hofmann errichtet. Grundsteinlegung war am 4. Dezember 1872, am 24. November 1874 wurde der Schlussstein gesetzt, am 2. Oktober 1875 folgte die Einweihung des ungefähr 2,15 Millionen Mark teuren Projektes.
Im Jahr 1928 wurden die Fahrbahn und der Fußweg durch den Einbau einer auskragenden Stahlbetonplatte von 5,8 m auf 7 m bzw. von 1,7 m auf 3 m verbreitert, um dem wachsenden Verkehrsaufkommen Rechnung zu tragen. Im Zweiten Weltkrieg, am 19. April 1945, wurde bei einem Angriff der US-amerikanischen Luftwaffe die Brücke so stark zerstört, dass sie unbenutzbar war. Die von der Wehrmacht vorbereitete Sprengung der schon beschädigten Brücke wurde am 8. Mai 1945 vom Brückenkommandanten Rudolf Seidel verhindert, der beim Anrücken der sowjetischen Truppen die Zündleitungen kappen ließ. Im September 1945 konnte das zerstörte Brückenfeld mit einer Behelfsbrücke der Firma Kelle & Hildebrandt überspannt werden. Bis 1948 dauerte schließlich der Wiederaufbau in fast unveränderter Form. Aufgrund von Reparationsleistungen wurde dabei ein Streckengleis zurückgebaut.
In den folgenden Jahrzehnten wurden notwendige Instandhaltungsarbeiten nur ungenügend durchgeführt, so dass sich der Bauzustand der Brücke stetig verschlechterte. Der oberstromseitige Fußweg musste 1989 aus Sicherheitsgründen gesperrt werden. Eine umfassende Instandsetzung erfolgte erst zwischen den Jahren 1992 bis 1996. Dabei wurde die Eisenbahntrasse endgültig auf ein Gleis reduziert.

## Konstruktion

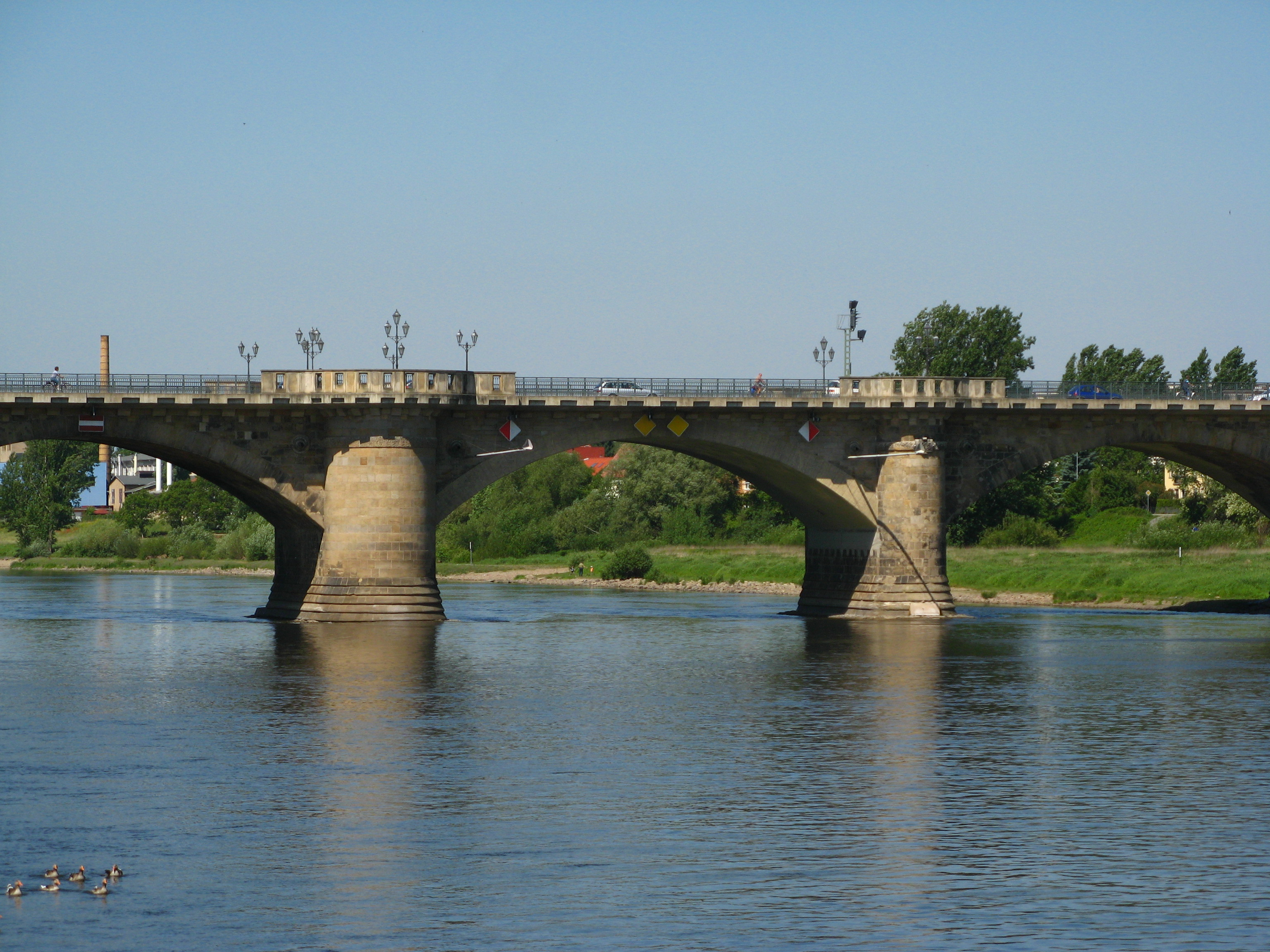
Südostansicht der Brücke

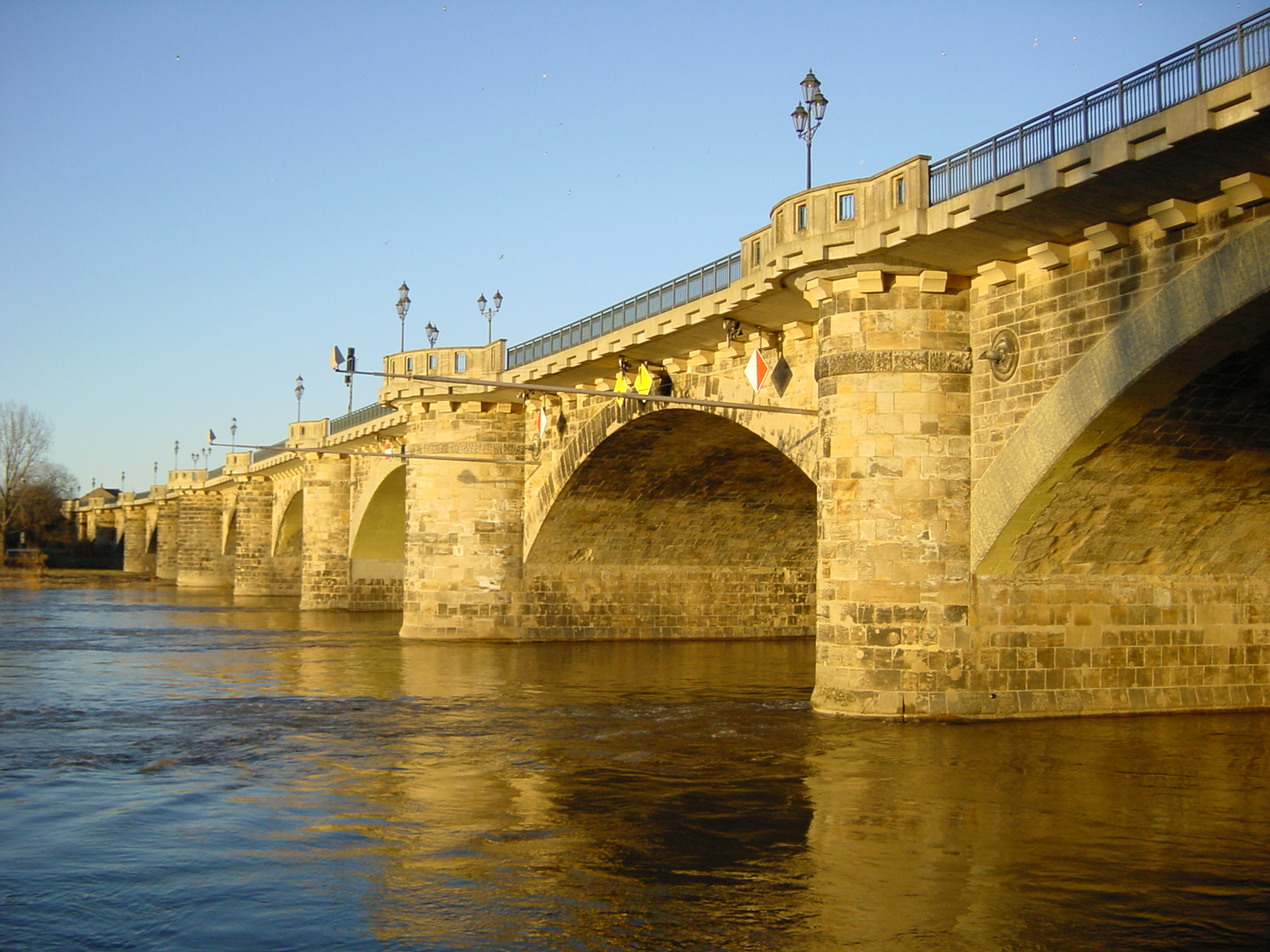
Südwestansicht der Brücke

Die Brückengeometrie im Grundriss wird von der Eisenbahntrasse bestimmt. Sie ist im Brückenbereich vom Copitzer Ufer ausgehend auf den ersten 109 m mit einem Radius von 500 m gekrümmt, auf den letzten 46 m mit einem Radius von 250 m, dazwischen liegt ein gerader Abschnitt.
Das Brückenbauwerk besitzt neun Kreissegmentbögen, wovon am Pirnaer Flussufer vier Stromöffnungen sind. Die Längen der beiden Widerlager, acht Pfeiler sowie die lichten Bogenweiten betragen in der Brückenachse 5,0 m + 16,0 m + 4,87 m + 20,0 m + 4,95 m + 24,0 m + 5,02 m + 30,0 m + 7,32 m + 30,0 m + 4,5 m + 30,0 m + 4,5 m + 30,0 m + 7,0 m + 30,0 m + 5,29 m + 30,0 m + 7,0 m, was eine Gesamtlänge von 295,45 m ergibt. Die Pfeiler in den gekrümmten Grundrissbereichen der Brücke sind im Grundriss konisch, wodurch die Kämpferlinien parallel verlaufen.
Die Sandsteinbögen haben im Kämpfer eine Dicke von 1,5 m und im Scheitel von 1,25 m, die Bogenbreite beträgt 16,0 m. Der Brückenbogen 7 wurde nach seiner Zerstörung im Zweiten Weltkrieg mit Stahlbeton wieder aufgebaut und die beschädigten Bögen 6, 8 und 9 damit instand gesetzt. Die Flusspfeiler sind auf Holzpfählen gegründet, die anderen haben eine Flachgründung.
Die beidseitig bis zu 3,0 m auskragende Stahlbetonfahrbahnplatte wurde 1928 eingebaut und in den 1990er Jahren bei der Instandsetzung ausgetauscht. Sie kann sich in Brückenlängsrichtung im Bereich der Bogenscheitel durch den Einbau von Dehnfugen und Gleitlagern zwängungsarm bewegen.